# Abdelkader Salhi
Abdelkader Salhi (sinh ngày 19 tháng 3 năm 1993 ở Chlef) là một cầu thủ bóng đá người Algérie thi đấu ở vị trí thủ môn cho câu lạc bộ tại Giải bóng đá hạng nhất quốc gia Algérie CR Belouizdad và đội tuyển quốc gia Algérie.

## Sự nghiệp quốc tế
Vào tháng 11 năm 2015, Salhi được triệu tập vào đội hình của Algérie tham dự Cúp bóng đá U-23 châu Phi 2015.
Salhi ra mắt cho Đội tuyển bóng đá quốc gia Algérie trong thất bại 1-0 tại Vòng loại giải vô địch bóng đá thế giới 2018 trước Zambia vào ngày 5 tháng 9 năm 2017.